# Zarindża
Zarindża – wieś w Armenii, w prowincji Aragacotn. W 2011 roku liczyła 585 mieszkańców.